# غوس لافي
غوس لافي (بالإنجليزية: Gus Levy)‏ هو شخصية أعمال ورائد أعمال أمريكي، ولد في 23 مايو 1910 في نيو أورلينز في الولايات المتحدة، وتوفي في 3 نوفمبر 1976 في نيويورك في الولايات المتحدة بسبب سكتة.